# Ловитель
Лови́тель — устройство безопасности, предназначенное для остановки и удержания подвижных элементов основного устройства при возникновении нештатной ситуации (превышение рабочей скорости, обрыв тяговых элементов и др.).
По правилам безопасности на угольных шахтах ленточные конвейеры должны оборудоваться устройствами, улавливающими нагруженную ветвь ленты в случае её разрыва.
Тормозное усилие, создаваемое рабочим органом ловителя, может быть приложено к тяговому элементу конвейера или к роликоопорам ленточного конвейера. Первый способ наиболее распространён. Торможение тягового элемента осуществляется механизмами (захватами), а в некоторых случаях неподвижными элементами специальной металлоконструкцией конвейера. Приложение тормозящей силы к роликоопорам предусматривает наличие простого и надёжного механизма (храповик, обгонная муфта), который останавливает ролик при обрыве ленты.